# Georg Thomas (Eisenbahner)
Georg Thomas (* 1826 in Frankfurt am Main; † 22. März 1883 in Mainz) war ein deutscher Ingenieur.

## Leben
Er arbeitete nach beendetem Studium längere Zeit als Konstrukteur in verschiedenen größeren Maschinenfabriken und Eisenbahnbüros.
Im Jahr 1856 wurde er vom Verwaltungsrat der Hessischen Ludwigsbahn als Erster Maschinenmeister nach Mainz an die Centrale Lokomotiv-Reparaturwerkstätte der Hessischen Ludwigs-Eisenbahn berufen und stand der gesamten Maschinen-, Wagen- und Werkstättenverwaltung der Bahngesellschaft vor. Seine rege technische Tätigkeit und sein herausragendes Engagement honorierte die Hessische Ludwigsbahn, indem sie Thomas 1876 in ihre „Specialdirection“ berief. Dort arbeitete er bis zu seinem Tod im Jahr 1883 vor allem an der Entwicklung neuer Betriebsmittel.
Besonders bekannt wurde er zu seiner Zeit durch die Entwicklung des nach ihm benannten „Thomas’schen Dampfwagens“. Dieses Fahrzeug war die Verbindung einer fest mit einem Doppelstockwagen verbundenen Dampflokomotive. Die Erfindung ließ sich Thomas 1881 patentieren. Für diesen Dampftriebwagen wurde ihm 1882 von der „Prämiirungscommission“ des Vereins deutscher Eisenbahnverwaltungen ein Preis zuerkannt.
Neben seiner beruflichen Tätigkeit war er auch Vorsitzender des Frankfurter Bezirksvereins Deutscher Ingenieure.